# Boun Neua
Boun Neua là một huyện (muang, mường)  thuộc tỉnh Phongsaly ở cực bắc  Lào .